# Рагиг, Азиз
Азиз Рагиг (фр. Azize Raguig; род. 23 января 1975, Страсбург) — марокканский боксёр, представитель полутяжёлой весовой категории. Выступал за национальные сборные Франции и Марокко в 1990-х и 2000-х годах, чемпион Африки, победитель и призёр первенств национального значения, участник летних Олимпийских игр в Сиднее.

## Биография
Азиз Рагиг родился 23 января 1975 года в Страсбурге, Франция. Имеет марокканские корни.
С юных лет занимался французским боксом сават, в этой дисциплине шесть раз становился чемпионом Франции (1990, 1992, 1993, 1994, 1997, 1999), дважды был чемпионом Европы (1995, 1998) и три раза чемпионом мира (1997, 1999, 2003).
В классическом английском боксе так же имел определённые успехи: пятикратный чемпион Эльзас-Лотарингии (1999, 2000, 2002, 2003, 2004), двукратный чемпион Марокко (2000, 2003), двукратный чемпион Африки (2000, 2002). На чемпионате Франции 1999 года в Сен-Дизье стал серебряным призёром в зачёте полутяжёлой весовой категории, уступив в решающем финальном поединке Жону Дови.
На Африканской олимпийской квалификации 2000 года в Каире благополучно прошёл всех соперников по турнирной сетке, в том числе в финале взял верх над ганцем Чарльзом Адаму, и тем самым удостоился права защищать честь Марокко на летних Олимпийских играх в Сиднее. На Играх, однако, уже в стартовом поединке категории до 81 кг досрочно в третьем раунде потерпел поражение от украинца Андрея Федчука и сразу же выбыл из борьбы за медали.
Завершив спортивную карьеру в 2010 году, впоследствии работал тренером по боксу, владел магазином по продаже спортивных товаров.